# 马岛诚
馬島誠（日语：／ Majima Makoto，1971年8月24日—），日本男子残疾人冰球运动员。他曾代表日本参加2006年和2010年冬季残疾人奥林匹克运动会冰球比赛，其中2010年冬季残奥会获得一枚银牌。